# Helmut Grube (Politiker)
Helmut Grube (* 21. November 1913 in Hameln; † 8. Januar 1980 in Hemmoor) war ein deutscher Politiker (DP/CDU).

## Leben
Grube besuchte ein Reformrealgymnasium in Hameln. 1933 bestand er sein Abitur mit dem Prädikat „gut“ und begann im April 1933 bis zum März 1935 sein Studium der Rechts- und Staatswissenschaften an der Universität in Göttingen. Er wurde Mitglied der Burschenschaft Frisia. Zum 1. April 1933 trat er der NSDAP bei (Mitgliedsnummer 1.676.875).
Im April 1935 wurde er Führer im Reichsarbeitsdienst. Ab 1938 besuchte er die Feldmeisterschule. 1940 besuchte er die Verwaltungsschule und beendete diese mit der großen Verwaltungsprüfung. Anschließend war er für anderthalb Jahre in der obersten Reichsbehörde „Der Reichsarbeitsführer“ in Berlin-Grunewald als Feldmeister in der verwaltungsrechtlichen Abteilung tätig. Im folgenden Jahr war er bis zum Ende des Krieges an den Feldzügen in Ost und West im Reichsarbeitsdienst der Flakbatterien im Kriegsdienst. Nach Kriegsende wurde er 1947 Landwirt in Hemmoor.
Seit 1952 war Grube Mitglied des Aufsichtsrates der Überlandwerkes Nord-Hannover AG in Bremen. Er wurde ferner Vorsitzender des Aufsichtsrates der Wohnstättengenossenschaft für den Kreis Land Hadeln. Im Jahr 1956 wurde er Verbandsvorsteher des Wasserbeschaffungsverbandes in Wingst. Seit 1960 war Grube Vorsitzender des Niedersächsischen Gemeindetages und 1965 zudem Vizepräsident des Deutschen Gemeindetages.
Zwischen 1948 und 1968 war er Bürgermeister der Gemeinde Warstade und Fraktionsvorsitzender im Kreistag des Landkreises Land Hadeln. 1968 wurde er zum Landrat gewählt.
Grube wurde vom 6. Mai 1959 bis 20. Juni 1978 in der vierten bis achten Wahlperiode zum Mitglied des Niedersächsischen Landtages gewählt. Er war stellvertretender Vorsitzender der DP-Landtagsfraktion vom 11. Mai 1959 bis 28. März 1962. Ab dem 29. März 1962 war er Mitglied der CDU-Fraktion.
Er ist Träger des Großen Verdienstkreuzes des Niedersächsischen Verdienstordens sowie des Verdienstkreuzes Erster Klasse des Verdienstordens der Bundesrepublik Deutschland.